# П'єр Леметр
П'єр Леме́тр (фр. Pierre Lemaitre; 19 квітня 1951, Париж) — французький письменник і сценарист, лауреат Гонкурівської премії (2013) за роман «До побачення там, нагорі».

## Біографічні дані
Ще в дитинстві П'єр Леметр захопився читанням кишенькових видань, які мало не щотижня купувала його мати. «Читати й писати — це завжди становило частину мого життя», — сказав він в інтерв'ю. Здобувши філологічну освіту, викладав французьку й американську літературу. Згодом став працювати вільним письменником і сценаристом. Його романи перекладено більш ніж двадцятьма мовами. З 2011 року він очолює Спілку літераторів (Société des gens de lettres).
П'єр Леметр бачить свою роботу як ненастанну «практику захоплення літературою». У дебютному романі «Ретельна робота» він віддав належне своїм учителям у цій справі — письменникам, головним героям твору. Це Брет Істон Елліс, Еміль Ґаборіо, Джеймс Еллрой, Вільям Мак-Ілванні та інші.
У своєму другому романі «Плаття для нареченого» (2009), написаному в дусі Альфреда Гічкока, йдеться про божевільну Софі, серійну вбивцю, що не пам'ятає своїх жертв.
Третьою книжкою Леметра став соціальний трилер «Чорні кадри» (2010) про безробітного, що погодився взяти участь як заручник у рольовій грі. Автора надихнули події, які сталися 2005 року в програмі телереальності студії «Франс телевізйон пюблісіте» (France Télévisions Publicité), керівником якої тоді був Філіп Сантіні. За насильство, що сталося в цій грі, студію засуджено Кримінальною палатою Касаційного суду 7 квітня 2010 року.
У четвертому за ліком романі „Алекс“ інтрига полягає в тому, що героїня спершу стає жертвою, а тоді вбивцею. Леметр дає знати про вплив на нього таких авторів, як Луї Араґон, Марсель Пруст, Ролан Барт і Борис Пастернак, цитуючи їх.
„Великі свідки“ — це роман, що складається з окремих оповідань. Належить до циклу творів про слідчого Каміля Вергувена — „Ретельної роботи“, „Алекс“ і „Жертв“. „Розі і Джон“ — це зведений в одне ціле варіант „Великих свідків“.
Стівен Кінг вважає П'єра Леметра письменником, який справді може захопити читача напругою й гостротою твору (англ. a really excellent suspense novelist).
Останній твір „До побачення там, нагорі“ ознаменував значну зміну у творчості письменника. Це пригодницький роман, а не історичний, як підкреслив П'єр Ассулін.
Полишивши детективний жанр, Леметр залишається вірним духу своїх перших книжок. Цитує, зокрема, Еміля Ажара, Френсіса Крейна, Гюго та Ларошфуко) й віддає шану Луї Ґію та Карсон Маккалерс.
За „До побачення там, нагорі“ Леметр одержав Гонкурівську премію. У передостанньому турі на неї претендували він, Жан-Філіпп Туссен («Nue», видавництво Éditions de Minuit), Каріна Тюїль («L'invention de nos vies», видавництво Grasset) і Фредерік Верже («Arden», видавництво Gallimard). В останньому турі за Леметра проголосувало шість членів журі, а за Верже — чотири. Один із членів, Бернар Піво сказав, що «До побачення там, нагорі» — «популярний роман, у хорошому значенні цього терміна», написаний «виразно по-кінематографічному». І ствердив, що в автора «водночас повільна й швидка манера писати, бо він знаходить час описати вчинки та дії блискавичними словами».
2013 року роман «До побачення там, нагорі» посів перше місце у списку бестселерів тижневика «Експрес». У 2016 році Альбер Дюпонтель екранізував роман під тією ж назвою.
У 2016-му вийшов роман Леметра «Три дні і життя», у якому ідеться про долю дванадцятирічного хлопчика-вбивці.

## Громадська діяльність
2012 року П'єр Леметр підтримав Жана-Люка Меланшона, кандидатуру якого на президентські вибори висунув «Лівий фронт».
У 2015-му Леметр став представником «Французької народної допомоги» («фр. Secours populaire français»), яка бореться проти бідності й дискримінації. 2014 року письменник підтримав діяльність організації «Міжнародний нагляд за в'язницями» («l'Observatoire International des Prisons»), опублікувавши в журналі «Декуверт» («Découverte») статтю «Питання слів» («Une question de mots»), яка становить частину колективної збірки «Passés par la case prison».

## Твори

### Поліційна серія романів про Вергувена
- Travail soigné, Éditions du Masque, " Masque " no 2501, 2006 (ISBN 2-7024-3362-6); rééd. Le Livre de poche Thrillers no 31850, 2010 (ISBN 978-2-253-12738-3) — «Ретельна робота»
- Alex, Albin Michel, févr. 2011, 392 p. (ISBN 978-2-226-21877-3); rééd. Le Livre de poche Thrillers no 32580, 2012 (ISBN 978-2-253-16644-3) — «Алекс»
- Les Grands Moyens, feuilleton numérique comprenant le texte enregistré par l'auteur. SmartNovel, 2011, (ISBN 978-2-8202-0146-1) — «Великі свідки»
- Sacrifices, Albin Michel, 2012 (ISBN 978-2-226-24428-4); rééd. Le Livre de poche Thrillers, 2014 (ISBN 978-2-253-17906-1) — «Жертви»
- Rosy et John, Le Livre de Poche Thrillers, 2013, 141 p. (ISBN 301-0-000-03034-8) — «Розі і Джон»

### Інші романи
- Robe de marié, Calmann-Lévy, coll. " Suspens ", 2009 (ISBN 978-2-7021-3975-2); rééd. Le Livre de Poche Thrillers no 31638, 2010 (ISBN 978-2-253-12060-5) — «Тога одруженого»
- Cadres noirs, Calmann-Lévy, 2010 (ISBN 978-2-7021-4070-3); rééd. Le Livre de poche Thrillers no 32253, 2011 (ISBN 978-2-253-15721-2) — «Чорні кадри»
- Au revoir là-haut, Albin Michel, 2013, 566 p. (ISBN 978-2-226-24967-8) — «До побачення там, нагорі» (Ґонкурівська премія, 2013)
- Trois jours et une vie, Albin Michel, mars 2016, 240 p. (ISBN 978-2-226-32573-0) — «Три дні і життя»

### Аудіотвори
- Alex. Audiolib, mars 2011. Lu par Philippe Résimont (ISBN 978-2-35641-282-9)
- Robe de marié, CDL éditions, oct. 2011. Lu par Kriss Goupil et Christian Brouard, disque compact audio (ISBN 978-2-35383-133-3)
- Les Grands Moyens, feuilleton pour iphone et tablettes numériques comprenant le texte enregistré par l'auteur, SmartNovel, 2011 (ISBN 978-2-8202-0146-1)
- Alex, Lidbokforlaget, 2011. Lu par Håkon Ramstad. 10 disques compact audio (12 h). (ISBN 978-82-421-7034-7)
- Sacrifices. Cdl Ed. livres audio, novembre 2013. Lu par Lionel Epaillard, 1 disque compact audio (8 h 10 min). (ISBN 978-2-35383-174-6)
- Au revoir là-haut, Audiolib, mars 2014. Lu par l'auteur. 2 disques compact audio (16 h). (ISBN 978-2-35641-701-5)
- Irene, англійська версія Travail soigné, Jammer, 2014. Lu par Peter Noble. 10 disques compact audio (12,5 h). (ISBN 978-1-47127-257-8)
- Travail soigné, Audiolib, août 2015. Lu par Jacques Frantz. 1 disque compact audio (12 h). (ISBN 978-2-35641-996-5)

### Фільмографія

#### Кіно
- Cadres noirs / «Чорні кадри», сценарій (за однойменним романом) П'єра Леметра і Мануеля Бурсіняка
- Alex / «Алекс», авторизований сценарій (за однойменним романом) Джеймса Б. Гарріса
- Au revoir là-haut / «До побачення там, нагорі», сценарій (у співавторстві з Альбером Дюпонтелем, за однойменним романом П'єра Леметра)

#### Телебачення
- 2012 — L'Affaire Vauthier, 52 min — série " Injustices ", TF1 — «Справа Вотьє»
- 2010 — Marché de dupes, 90 min — série " Boulevard du Palais «, France 2 — „Ринок простаків“
- 2009 — Otages, 2 x 55 min — TF 1 — „Заручники“
- 2009 — L'Homme aux deux visages, 52 min — série „Marion Mazzano“, France 2 — „Людина з двома обличчями“

## Переклади українською мовою
- До побачення там, на горі. Переклала Лілія Прусік.— Харків: Фоліо, 2016.
- Три дні й життя. Переклав Ярослав Коваль.— Харків: Фоліо, 2019.

## Нагороди і відзнаки
„Ретельна робота“
- 2006 — Prix du premier roman du festival de Cognac — Премія за найкращий роман Фестивалю в Коньяку
- 2014 — Nominé au CWA Daggers International 2014[16] — номінація на премію „Інтернаціональний кинджал“

„Тога одруженого“:
- 2009 — Prix des lectrices Confidentielles — Премія читачок „Секретної“
- 2009 — Prix Sang d'encre et Prix des lecteurs Goutte de Sang d'encre, Vienne — Премія „Кров із чорнила“ і Читацька премія „Крапля крові з чорнила“ (Відень)
- 2009 — Prix du polar francophone de Montigny les Cormeilles — Премія франкомовного детективу міста Монтіньї-ле-Кормей

„Чорні кадри“:
- 2010 — Prix Le Point du polar européen — Премія „Точка європейського детективу“

„Алекс“:
- 2012 — Prix des lecteurs policier du Livre de poche — Премія читачів детективних книжок видавництва „Лівр де пош“
- 2013 — CWA International Dagger — Премія „Інтернаціональний кинджал“

„До побачення там, нагорі“:
- 2013 — Prix des libraires de Nancy Le Point — Бібліотечна премія Нансі „Точка“
- 2013 — Roman français préféré des libraires à la rentrée[17] — Осіння бібліотечна премія за улюблений французький роман
- 2013 — Meilleur roman français 2013 décerné par le magazine Lire[18] — Премія журналу «Лір» за найкращий французький роман року
- 2013 — Prix Goncourt[10] — Гонкурівська премія
- 2013 — Prix roman France Télévisions[19] — Літературна премія «Франс телевізйон»
- 2013 — Goncourt des étudiants de Serbie 2013[20] — Гонкурівська премія студентів Сербії
- 2014 — Coup de coeur 2014 de l'Académie Charles Cros pour l'enregistrement audio[21] — Премія «Удар серця» від Академії Шарля Кро
- 2014 — Prix Tulipe du meilleur roman français 2014[22] — Премія «Тюльпан» за найкращий французький роман
- 2014 — Premio Letterario Internazionale Raffaelo Brignetti 2014[23] — Міжнародна літературна премія Раффаело Бріньєтті

«Жертви»:
- 2015 — CWA International Dagger — премія «Інтернаціональний кинджал», за англійський переклад під назвою «Camille»

«Розі і Джон»:
- 2016 — Prix Attrap'coeur — премія «Ловець у житі»[24]